# Adolf Schmedding
Adolf Ernst Schmedding (* 3. Mai 1856 in Münster; † 12. Juni 1937 ebenda) war ein deutscher Jurist, Verwaltungsbeamter und Politiker (Zentrum).

## Leben
Adolf Schmedding wurde als Sohn eines Kaufmanns geboren. Nach dem Abitur 1874 am Gymnasium Paulinum in Münster studierte er Rechtswissenschaft an den Universitäten in Leipzig, Tübingen, München, Bonn und Greifswald. Er legte 1877 das Erste Juristische Staatsexamen ab und war im Anschluss als Gerichtsreferendar in Rheine, Münster und Hamm tätig. 1882 bestand er das Zweite Juristische Staatsexamen.
Noch im gleichen Jahr trat er als Regierungsassessor in die Verwaltung der Preußischen Staatseisenbahnen ein. Sein Weg führte ihn über die Eisenbahnämter in Wesel, Münster und Dessau zur Eisenbahndirektion nach Köln und von dort schließlich zum Preußischen Ministerium der öffentlichen Arbeiten in Berlin. 1890 wechselte er in den Dienst der Provinz Westfalen. Er war bis Oktober 1919 Landesrat in der Provinzialverwaltung und anschließend bis 1924 Präsident des Landesfinanzamtes Münster.
Schmedding war Mitglied der Zentrumspartei und Stadtverordneter in Münster. Vom 20. November 1903 bis zum 15. November 1918 gehörte er dem Preußischen Abgeordnetenhaus an. Seine Abwesenheit bei der Abstimmung über die Feuerbestattung wurde in der katholischen Presse scharf kritisiert. Nach dem Ersten Weltkrieg war er von 1919 bis 1921 Mitglied der Verfassunggebenden Preußischen Landesversammlung und von 1921 bis 1928 Abgeordneter des Preußischen Landtages. In den Parlamenten beschäftigte er sich vor allem mit Finanz-, Verkehrs- und Verwaltungsangelegenheiten.
Neben seiner beruflichen und politischen Tätigkeit war Schmedding Generalsekretär des Westfälischen Provinzialvereins für Kunst und Wissenschaft, Vorsitzender des katholischen Caritasverbandes und im März 1896 Gründungsmitglied der Historischen Kommission für Westfalen. Von 1914 bis 1920 war er darüber hinaus Ausschussmitglied der Kommission. Zudem verfasste er gelegentlich Beiträge für Zeitschriften der Jugend- und Armenfürsorge.

## Ehrungen
Schmedding führte den Titel Geheimer Regierungsrat. Darüber hinaus wurde ihm die Ehrendoktorwürde des Dr. phil. h. c. und des Dr. med. h. c. verliehen.
In Münster ist die Schmeddingstraße, die Nord-Süd-Achse des Stadtteils Sentruper Höhe, nach Adolf Schmedding benannt.